# Янглічі (селище)
Я́нглічі (рос. Янгличи, чув. Янкăлч) — селище у складі Канаського району Чувашії, Росія. Входить до складу Янгліцького сільського поселення.
Населення — 4 особи (2010; 10 у 2002).
Національний склад:
- чуваші — 50 %
- росіяни — 40 %